# As the Rush Comes
As the Rush Comes is een nummer uit 2004 van de Amerikaanse danceact Motorcycle, een project tussen het trance-duo Gabriel & Dresden en zangeres Jes.
Er bestaan meerdere versies van het nummer, waaronder ook een remix door Armin van Buuren. De originele versie van het nummer flopte in Amerika, maar werd wel een hit op de Britse eilanden en in het Nederlandse taalgebied. In de Nederlandse Top 40 haalde het de 9e positie, en in de Vlaamse Ultratop 50 de 12e.